# Arthur Winnington-Ingram
Pour les articles homonymes, voir Winnington.
Arthur Foley Winnington-Ingram (26 janvier 1858, Stanford-on-Teme – 26 mai 1946, Upton-upon-Severn) est un ecclésiastique britannique, évêque de Londres de 1901 à 1939.

## Biographie
Arthur Winnington-Ingram est le quatrième fils du recteur de Stanford-on-Teme Edward Winnington-Ingram et de son épouse Maria Louisa. Par sa mère, il est le petit-fils de l'évêque de Worcester Henry Pepys. Il fait ses études à Marlborough College et à Keble College (université d'Oxford).
Winnington-Ingram est ordonné diacre et prêtre en 1884. L'année suivante, il devient le chapelain de l'évêque de Lichfield William Maclagan. Il dirige le settlement d'Oxford House, à Bethnal Green, de 1888 à 1897, année où il devient évêque de Stepney.
Quatre ans plus tard, il succède à Mandell Creighton comme évêque de Londres. Il se distingue particulièrement pour son soutien inconditionnel de l'effort de guerre britannique durant la Première Guerre mondiale, en encourageant les jeunes hommes à s'enrôler et en prononçant de nombreux sermons virulents à l'égard des Allemands – Herbert Henry Asquith parle à son sujet de « chauvinisme des plus creux » (« jingoism of the shallowest kind »).
Durant l'entre-deux-guerres, l'optimisme sans bornes de Winnington-Ingram détonne dans une société désillusionnée et lui fait perdre une grande partie de la popularité acquise avant 1918. Il démissionne en 1939 et meurt sept ans plus tard. Il est inhumé en la cathédrale Saint-Paul.

## Œuvres
- 1908 : A Mission of the Spirit
- 1915 : The Church in Time of War
- 1934 : Has God Spoken to Man?
- 1935 : Has the Kingdom of God Arrived?
- 1938 : What a Layman Should Believe
- 1940 : Fifty Years' Work in London